# Lucijan Vranjanin
Lucijan Vranjanin (Luciano Laurana), (Zadar, oko 1420. – 1479.), jedan od najznačajnijih hrvatskih renesansnih arhitekata 15. stoljeća.

## Podrijetlo
Lucijan je brat također poznatog hrvatskog renesansnog kipara Franje Vranjanina.
O Vranjaninovu životu sačuvano je malo dokumenata, no ipak dovoljno za dokaz o obiteljskom (otac Martin zadarski je kamenoklesar) i etničkom podrijetlu (u Urbinu ga zovu Schiavone, što je bio sinonim za Hrvata). U jedinom njegovu sačuvanom rukopisu potpisuje se kao Lutiano Dellaurana, što znači da dolazi iz mjesta Vrana pokraj Pakoštana. Pretpostavlja se da je osnove zanata vjerojatno usvojio u očevoj radionici u Zadru, a umjetničku sklonost razvio pod utjecajem Jurja Dalmatinca, s kojim je otac surađivao kraće vrijeme na gradnji šibenske katedrale. 
Lucijan Vranjanin je pod imenom Luciano Laurana poznatiji i cijenjeniji u svijetu nego u Hrvatskoj, no u novije doba dobiva zasluženo mjesto i u hrvatskoj povijesti umjetnosti i arhitekture.

## Djela
Njegova najranija arhitektonska ostvarenja su portal-slavoluk na Castel Nuovu u Napulju i portal Arsenala u Veneciji ↓1. Projektima vojvodskih palača u Urbinu, Gubbiu, Peasaru te slikama idealnog grada stvorio je lik novovjekovnoga grada. Lucijan je u arhitekturu unio mnoge novine koje su kasnije slijedili svi ostali arhitekti.
Ugledni povjesničar umjetnosti Arduino Colasanti je Lucijana Vranjanina okarakterizirao umjetnikom koji je sredinom 15. stoljeća najpotpunije preporodio antičku arhitekturu, te koji je s Filipom Brunelleschijem i Leonom Battistom Albertijem stvorio novu arhitekturu. 
Jedino dokumentacijom dokazano Vranjaninovo dovršeno djelo je urbinska palača vojvode Federica da Montefeltra (građena od 1466. do 1472.), velikog humanista i najvećeg vojskovođe svoga doba, o kojoj postoji nepodijeljeni sud kao o remek-djelu renesansne arhitekture. Kroničar urbinskog dvora Giovanni Santi (Raffaelov otac) palaču je nazvao božanskom, a ne ljudskom građevinom. Dvorište palače proglašeno je jednim od arhitektonski i cjelovito estetski najutjecajnijih djela u Italiji. Iznimnost urbinske palače još više dolazi do izražaja u usporedbi s ranorenesansnim palačama koje joj neposredno prethode, poput firentinskih Medici-Riccardi (Michelozzo) i Ruccelai (Alberti i Rossellino) — jednostavnih kvadratičnih formi s centralnim dvorištem u naslijeđenoj srednjovjekovnoj strukturi, za razliku od urbinskoga grada sagrađenog u obliku palače, samostalne prostorne kompozicije novovjekovne palače i renesansnoga grada. 
Vojvoda Federico da Montefeltro je imao neograničeno povjerenje u Vranjanina te ga je posebnom poveljom imenovao svojim osobnim arhitektom, koji je po svemu sudeći odlučivao u projektiranju brojnih građevina — palača i utvrda, što ih je Montefeltro gradio duž svog vojvodstva. 
Vranjaninu se pripisuju i slike idelnoga renesansnog grada koje se čuvaju u galerijama u Urbinu, Baltimoreu i Berlinu. Prikazom grada prostranih trgova, pravocrtnih ulica te renesansnih hramova i palača, ostvarena je prva vizija novovjekovnoga grada i predložak oblikovanja gradskih pročelja čije se interpretacije mogu prepoznati u djelima kasnijih renesansnih arhitekata. Stoga se s pravom naglašava važnost Vranjaninova djela kao poveznika između rane i visoke renesanse, a njegov doprinos razvoju renesansne arhitekture izjednačava s djelom njegovog učenika Bramantea.
Po njemu je nazvana i Gimnazija Lucijana Vranjanina u Zagrebu.